# توشوئو کاکی
توشوئو کاکی (انگلیسی: Toshio Kakei؛ زادهٔ ۱۰ اوت ۱۹۶۲) هنرپیشه اهل ژاپن است. وی در سال 2008 در مجموعه تلویزیونی ریومادن نقش بازی کرده است.